# Episodi di Gargoyles - Il risveglio degli eroi (terza stagione)
La terza e ultima stagione della serie animata Gargoyles - Il risveglio degli eroi è stata trasmessa negli Stati Uniti e Canada dalla rete tematica a pagamento Toon Disney dal 7 settembre 1996 al 15 febbraio 1997.
La terza stagione della serie è stata trasmessa con il sottotitolo The Goliath Chronicles.
| Nº | Nº nella stagione | Titolo originale           | Titolo italiano          | Diretto da         | Prima TV USA      |
| -- | ----------------- | -------------------------- | ------------------------ | ------------------ | ----------------- |
| 66 | 1                 | The Journey                | Amici o nemici           | Charles E. Bastien | 7 settembre 1996  |
| 67 | 2                 | Ransom                     | Il riscatto              | Charles E. Bastien | 14 settembre 1996 |
| 68 | 3                 | Runaways                   | I fuggitivi              | Charles E. Bastien | 21 settembre 1996 |
| 69 | 4                 | Broadway Goes to Hollywood | Broadway va a Hollywood  | Charles E. Bastien | 28 settembre 1996 |
| 70 | 5                 | A Bronx Tail               | Sulle tracce di Bronx    | Charles E. Bastien | 5 ottobre 1996    |
| 71 | 6                 | The Dying of the Light     | Lo svanire della luce    | Charles E. Bastien | 26 ottobre 1996   |
| 72 | 7                 | And Justice for All        | Giustizia per tutti      | Charles E. Bastien | 2 novembre 1996   |
| 73 | 8                 | Genesis Undone             | Genesi incompiuta        | Charles E. Bastien | 9 novembre 1996   |
| 74 | 9                 | Generations                | Generazioni              | Charles E. Bastien | 16 novembre 1996  |
| 75 | 10                | For It May Come True       | Perché possa avverarsi   | Charles E. Bastien | 23 novembre 1996  |
| 76 | 11                | To Serve Mankind           | Al servizio dell'umanità | Charles E. Bastien | 30 novembre 1996  |
| 77 | 12                | Seeing Isn't Believing     | Il trasformista          | Charles E. Bastien | 8 febbraio 1997   |
| 78 | 13                | Angels in the Night        | Angeli nella notte       | Charles E. Bastien | 15 febbraio 1997  |